# Methode-Imperiali
Imperiali is een methode om het aantal beschikbare zetels te verdelen in functie van de voor de deelnemende partijen uitgebrachte stemmen. Het werkt met de delerreeksen 2, 3, 4, … of 1, 1 ½, 2, 2 ½, … Een soortgelijk systeem is D'Hondt. Het systeem Imperiali geeft ten opzichte van dat systeem een zodanig groot voordeel aan de grotere partijen dat het niet langer een evenredige vertegenwoordiging oplevert.
Het Imperiali-systeem is genoemd naar de katholieke Belgische senator Pierre Guillaume Imperiali des Princes de Francavilla die het systeem in 1921 voorstelde om de vele kleine politieke lijsten (een gevolg van de verruiming van het kiesrecht en daarmee het kiezerskorps), ten opzichte van de lijsten met een beduidend stemmenaantal te benadelen.

## Gebruik
Deze methode in België wordt gebruikt voor de gemeenteraadsverkiezingen.
- In het (Vlaamse) Lokaal en Provinciaal Kiesdecreet beschrijft de wetgever het systeem met de delerreeks 1, 1 ½, 2, 2 ½, … [1] In de praktijk gebruikt men eerder de makkelijker delerreeks 2, 3, 4, … Dat levert dezelfde zetelverdeling op, het verschil is alleen dat bij gebruik van de delerreeks 1, 1 ½, 2, 2 ½, … alle quotiënten (van alle partijen) dubbel zo groot zijn als met de delerreeks 2, 3, 4, …
- In de Waalse Code de la démocratie locale et de la décentralisation bepaalt artikel L4145-6 de delerreeks 2, 3, 4, 5, … (Imperiali).

In volgende gevallen wordt wel D'Hondt gebruikt:
- Voor de verkiezing van de districtsraden, zowel in Vlaanderen (stad Antwerpen) als in Wallonië (zonder toepassing).
- Voor de gemeenteraadsverkiezingen in 8 faciliteitengemeenten: de zes randgemeenten rond Brussel, Voeren en Komen-Waasten
- Voor de gemeenteraadsverkiezingen in de Duitstalige Gemeenschap (sinds 2016), die bevoegd is voor de verkiezing van de Duitstalige gemeenten (Art. L4145-6 van de Kodex der lokalen Demokratie und der Dezentralisierung gewijzigd bij decreet van 21 november 2016).

## Werking van het systeem
| deler   | Grootste partij | Middelste partij | Kleinste partij |
| stemmen | 4800            | 3600             | 1600            |
| ------- | --------------- | ---------------- | --------------- |
| /2=     | 2400 (1)        | 1800 (2)         | 800 (9)         |
| /3=     | 1600 (3)        | 1200 (5)         | 533 (15)        |
| /4=     | 1200 (4)        | 900 (7)          | 400 (22)        |
| /5=     | 960 (6)         | 720 (10)         | 320             |
| /6=     | 800 (8)         | 600 (13)         | …               |
| /7=     | 686 (11)        | 514 (16)         |                 |
| /8=     | 600 (12)        | 450 (18)         |                 |
| /9=     | 533 (14)        | 400 (21)         |                 |
| /10=    | 480 (17)        | 360 (24)         |                 |
| /11=    | 436 (19)        | 327              |                 |
| /12=    | 400 (20)        | …                |                 |
| /13=    | 369 (23)        |                  |                 |
| /14=    | 343 (25)        |                  |                 |
| /15=    | 320             |                  |                 |

Het aantal stemmen van elke partij wordt achtereenvolgens gedeeld door positieve gehele getallen groter dan 1 (2, 3, 4, enz.). De quotiënten die deze delingen opleveren, worden in volgorde van grootte gezet. De toewijzing gebeurt totdat alle zetels verdeeld zijn. Elke partij krijgt zoveel zetels als ze grootste quotiënten heeft.
Een voorbeeld: drie partijen halen respectievelijk 4800, 3600 en 1600 stemmen voor een gemeenteraad van 25 leden. Imperiali levert als zetelresultaat: 13 + 9 + 3. 
Als 2 quotiënten hetzelfde zijn krijgt het quotiënt dat het resultaat is van de grootste deler (= de partij met de meeste stemmen) de eerste zetel toegewezen (in het voorbeeld hiernaast gebeurt dit bij 1200, 800, 600 en bij 400), toch in de praktijk zal dit zeer weinig voorkomen.
In het voorbeeld geeft het nummer tussen haakjes de volgorde aan. (1) is de eerste te verdelen zetel, (2) de tweede, (3) de derde et cetera. Bij elk quotiënt staat dus telkens de plaats ervan tussen haakjes: 686 is bv. het 11e grootste quotiënt en de grootste partij kreeg hierdoor de 11e zetel toegewezen.
Het voorbeeld bewijst ook dat Imperiali geen methode van evenredige vertegenwoordiging is omdat het niet altijd een evenredige verdeling oplevert. Als een eenvoudige omrekening mogelijk is (in het voorbeeld voor elke 400 stemmen een zetel), dan zal een methode van evenredige vertegenwoordiging (zoals D'Hondt) ook dat resultaat opleveren (nl. 12 + 9 + 4 zetels). Imperiali wijkt daarvan af en geeft een zetel extra aan de grootste van de drie partijen ten koste van de kleinste.